# Колінда

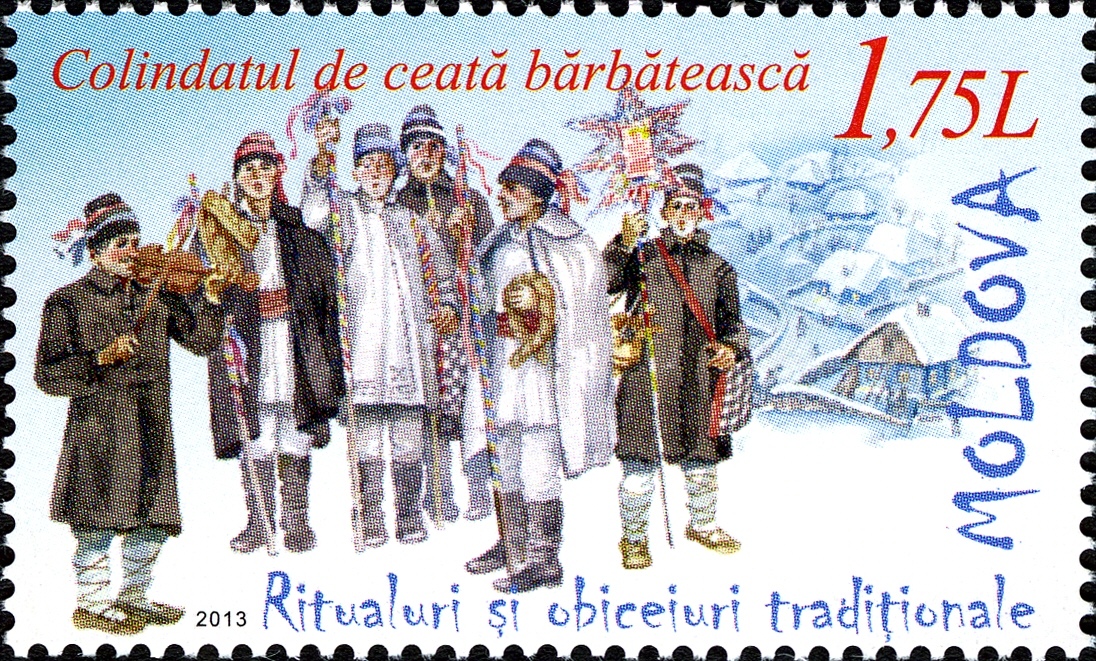
Сакральна молдавська пісня на Різдво

Колі́нда (рум. colindă) — назва румунської та молдовської колядки.

## Особливості
Хоча тексти всіх колінд стосуються подій, пов'язаних із народженням Ісуса, певні елементи народних обрядів, що виконуються у різдвяні дні, ймовірно, дохристиянського походження і беруть своє коріння в римських Сатурналіях та язичницьких обрядах, пов'язаних із зимовим сонцестоянням і родючістю землі.
Колінди виконуються в усіх частинах Румунії, а також у Молдові, з обласними відмінностями щодо кількості учасників і точного розподілу в часі різних мелодій та текстів.
З погляду художньої майстерності вірша і мелодії колінди займають важливе місце у творчості румунського народу. Вони утворюють єдність з дойнами, народними баладами і піснями хоробрості, з казками, загадками, прислів'ями і приказками. Походячи зі світу сільських громад, колінди зберегли деякі риси найдавнішого румунського поетичного доробку. Вони навіяні Священним Писанням і Священним Переданням, богослужіннями та іконописом. Колінди відігравали велику роль у збереженні і захисті православної віри, коли наверненням в іншу віру намагалися порушити єдність православної віри, тим самим підриваючи національну єдність. Богородиця, яка у благоговінні і православному поклонінні займає центральне місце, скрізь присутня у румунських коліндах разом зі своїм любим сином — Спасителем Ісусом Христом.
У традиційному румунському сільському суспільстві приготування до колінд починалися заздалегідь (іноді за кілька тижнів) до Різдва. Сільська молодь (зазвичай хлопчики) починали в різних місцях гуртуватися у ватаги і обирали ватажка, який би подбав про злагоджений спів. Ці ватаги звуться «четя де коліндеторь» (рум. cete de colindători «гурти колядників»), а їхня кількість різниться залежно від області. Потім, починаючи зі Святвечора, ватаги ходять від хати до хати і починають співати. У деяких селах вони йдуть перш за все до оселі сільського старости, а потім до хати вчителя, тоді як в інших куточках Румунії немає заздалегідь установленого порядку. Господарі тоді припрошують їх увійти і дають їм різні даруночки, такі як горіхи, сухофрукти та традиційні румунські колачі (рум. colaci).
Приклади колінд на релігійну тематику: «Astăzi s-a născut Hristos» (Сьогодні Христос народився), «Moș Crăciun cu plete dalbe» (Святий Миколай із білими деревами) та «O, ce veste minunată!» (О, які чудові вісті!).

## Цікавинка
Слово «колінда» може також бути жіночим ім'ям. Наприклад, так звати колишнього президента Хорватії Колінду Грабар-Кітарович.